# (25601) Francopacini
(25601) Francopacini (2000 AX2) – planetoida z pasa głównego asteroid okrążająca Słońce w ciągu 5,83 lat w średniej odległości 3,24 j.a. Odkryta 1 stycznia 2000 roku.